# Król wojowników
Król wojowników (ang. The King of Fighters) – japońsko-kanadyjsko-niemiecko-amerykańsko-brytyjsko-tajwański thriller z gatunku science fiction z 2009 roku napisany przez Ritę Augustine oraz Matthew Ryana Fischera i wyreżyserowany przez Gordona Chana, powstały na podstawie gier z serii The King of Fighters stworzonych przez firmę SNK Playmore. Wyprodukowany przez Arclight Films i Micott & Basara. Główne role w filmach zagrali Sean Faris, Maggie Q, Will Yun Lee oraz Ray Park.
Premiera filmu miała miejsce 4 listopada 2009 roku.

## Fabuła
Rugal (Ray Park) kradnie z muzeum trzy magiczne artefakty, by dzięki nim ożywić tajemniczą istotę zwaną Orochi. Okazuje się, że jeden z przedmiotów jest fałszywy. Tymczasem ranny Chizuru Kagura (Françoise Yip) przekazuje Mai Shiranui (Maggie Q) informacje na temat miejsca ukrycia prawdziwego.

## Obsada
Źródło: Filmweb
- Sean Faris jako Kyo Kusanagi
- Monique Ganderton jako Mature
- Françoise Yip jako Chizuru Kagura
- Ray Park jako Rugal
- Will Yun Lee jako Iori
- Hiro Kanagawa jako Saisyu Kusanagi
- Maggie Q jako Mai Shiranui
- David Leitch jako Terry Bogard
- Bernice Liu jako Vice
- Mike Dopud jako agent CIA
- Doug Abrahams jako Mick O’Meara
- Candus Churchill jako pielęgniarka Berta
- Scott Patey jako Scott Hana
- Robin Nielsen jako młody agent
- Sam Hargrave jako Sam

i inni